# Dendrobium lohohense
Dendrobium lohohense är en orkidéart som beskrevs av Tang och Fa Tsuan Wang. Dendrobium lohohense ingår i släktet Dendrobium, och familjen orkidéer. IUCN kategoriserar arten globalt som starkt hotad. Inga underarter finns listade i Catalogue of Life.